# Balázs Ernő
Balázs Ernő (Zombor, 1856. december 8. – Budapest, Józsefváros, 1930. október 17.) magyar építész.

## Élete
Balázs János és Schandelbauer Eleonóra fiaként született. A budapesti Királyi József Műegyetemen tanult. Építőmesteri oklevelét 1890-ben nyerte. 1903-tól 1928-ig a székesfővárosi mérnöki hivatal építésze volt. Stílusát kezdetben az eklektika határozta meg, későbbi éveiben azonban már modern formákat is alkalmazott. Fővárosi alkotásai mellett számos vidéki középületet tervezett.
Felesége Wolf Etelka volt, Wolf Károly és Esztergamy Mária lánya.

## Művei
- 1894–1895: Református főgimnázium, Pápa[3]
- 1898–1900: Aréna Úti Polgári Iskola (később: Batthyány-Strattmann László Szakképző Iskola és Gimnázium, ma: a Károli Gáspár Református Egyetem része), 1146 Budapest, Dózsa György út 25-27.[4]
- 1900–1903: Budapesti / Teréz Telefonközpont (ma: Merkur Palota), Budapest, Nagymező utca 54-56.[5]
- 1901–1905: Postaigazgatóság, Pécs, Jókai utca 10.[5]
- 1903: Lakóház, Budapest, Tavaszmező utca 1.[6]
- 1906: Polgári fiú iskola, Budapest, Fehér Sas tér 3. – 1935-ben, a Tabán városrész felszámolásakor elbontották[7]
- 1907–1908: Bérház, Budapest, Belgrád rakpart 17.[5]
- 1909–1912: Elemi iskola (ma: Ének-zenei és Testnevelési Általános Iskola), Budapest, Lehel út 18.[5]
- 1912–1915: Elemi iskola (ma: Kodály Zoltán Ének-zenei Általános Iskola, Gimnázium és Zenei Alapfokú Művészeti Iskola), Budapest, Marczibányi tér 1.[5]
- 1922–1923: Zuglói ideiglenes plébániatemplom, Budapest, Bosnyák tér[8] – 1957-ben elbontották
- 1923–1924: Villányi úti Nagyboldogasszony templom / Kelenföldi ideiglenes plébániatemplom, Budapest, Villányi út 3.[9][10] – ideiglenes kisebb épület volt, a Budai ciszterci Szent Imre-templom (1938) megépülése után elbontották.

- ?: pesti Kálvária, Budapest, Simor tér[11]

Átépítette és homlokzatot adott, illetve 1894–1895 között a kupoláját kicserélte a Hild József-féle Ceglédi Református Nagytemplomnak (2700 Cegléd Iskola u. 1.).

### Tervben maradt épületek
- 1903: Posta- és Távírda Igazgatóság székháza, Pozsony[13]
- 1906: VI. kerületi állami főgymnasium (ma: Kölcsey Ferenc Gimnázium), Budapest, Munkácsy Mihály utca 26.[14][5]

## Képtár

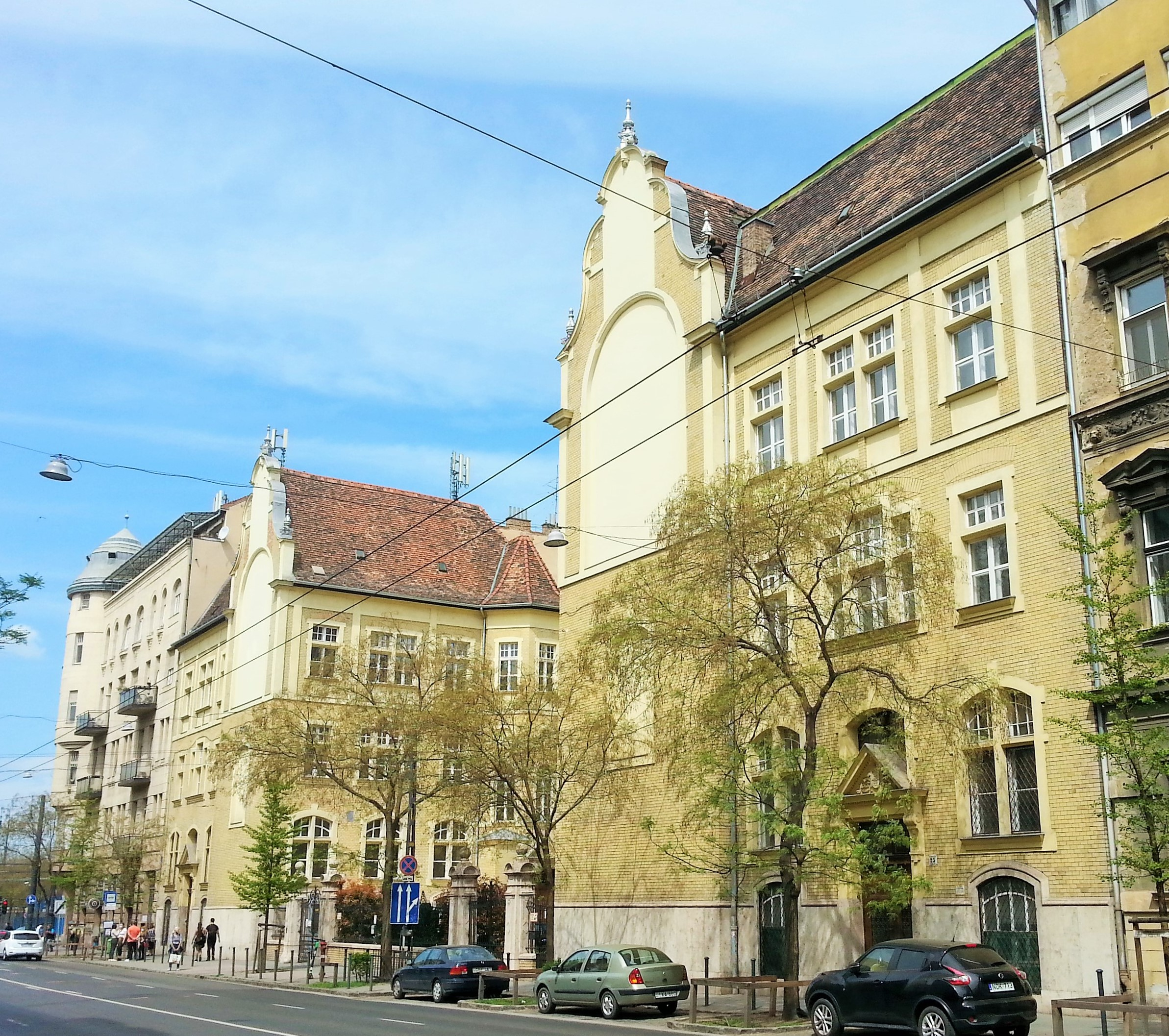
Aréna Úti Polgári Iskola
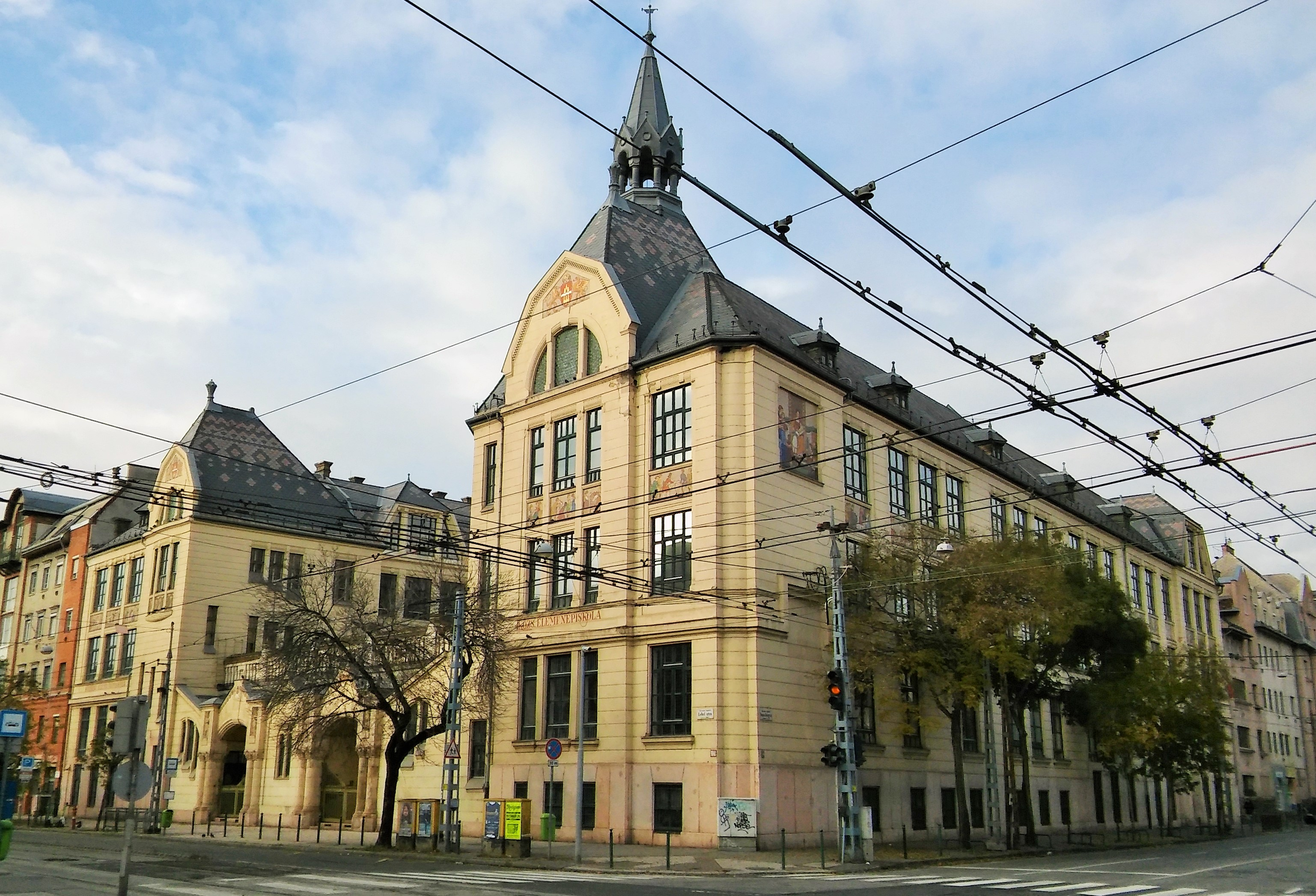
Zeneszakos Általános Iskola
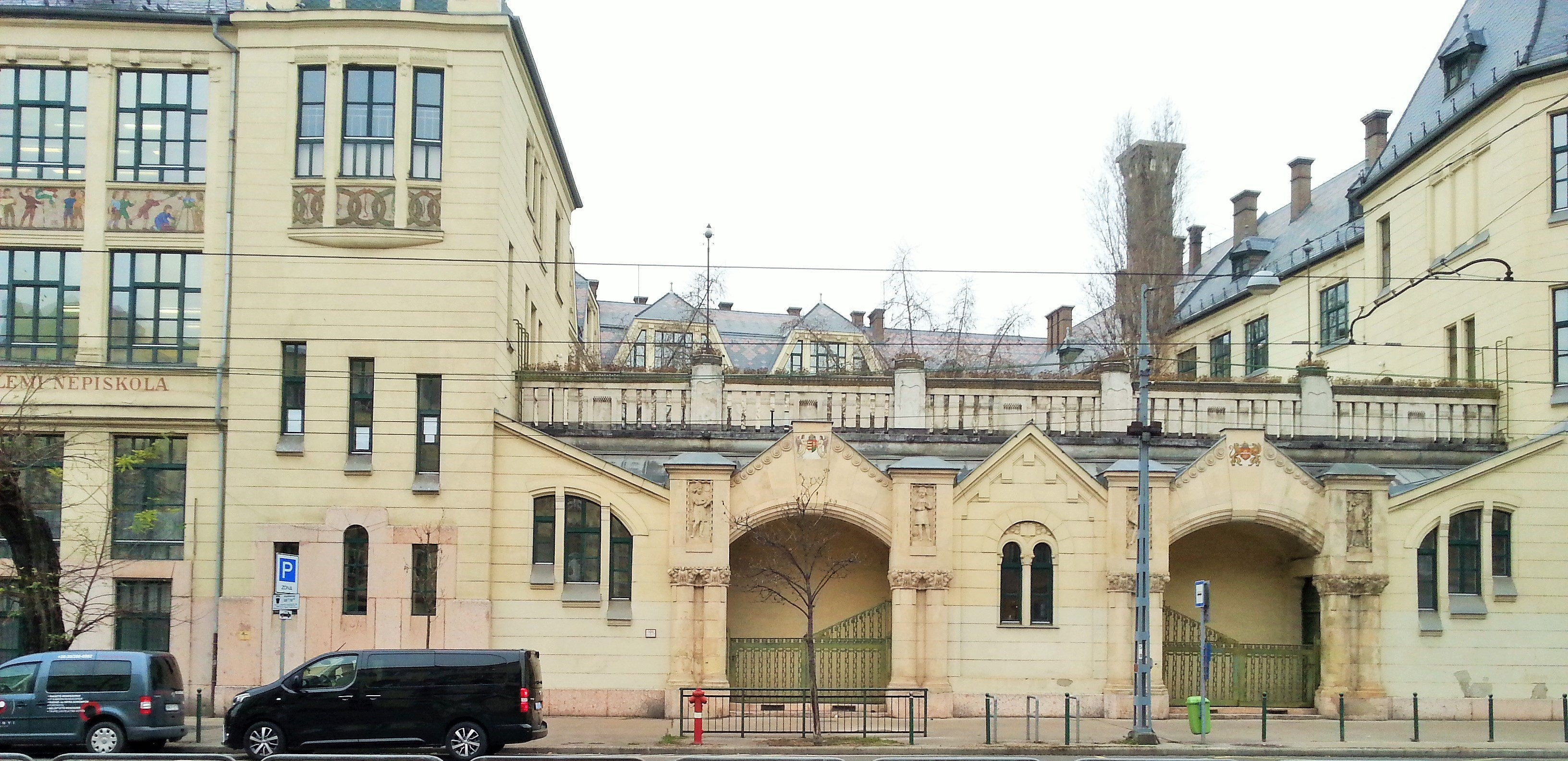
Zeneszakos Általános Iskola (részlet)
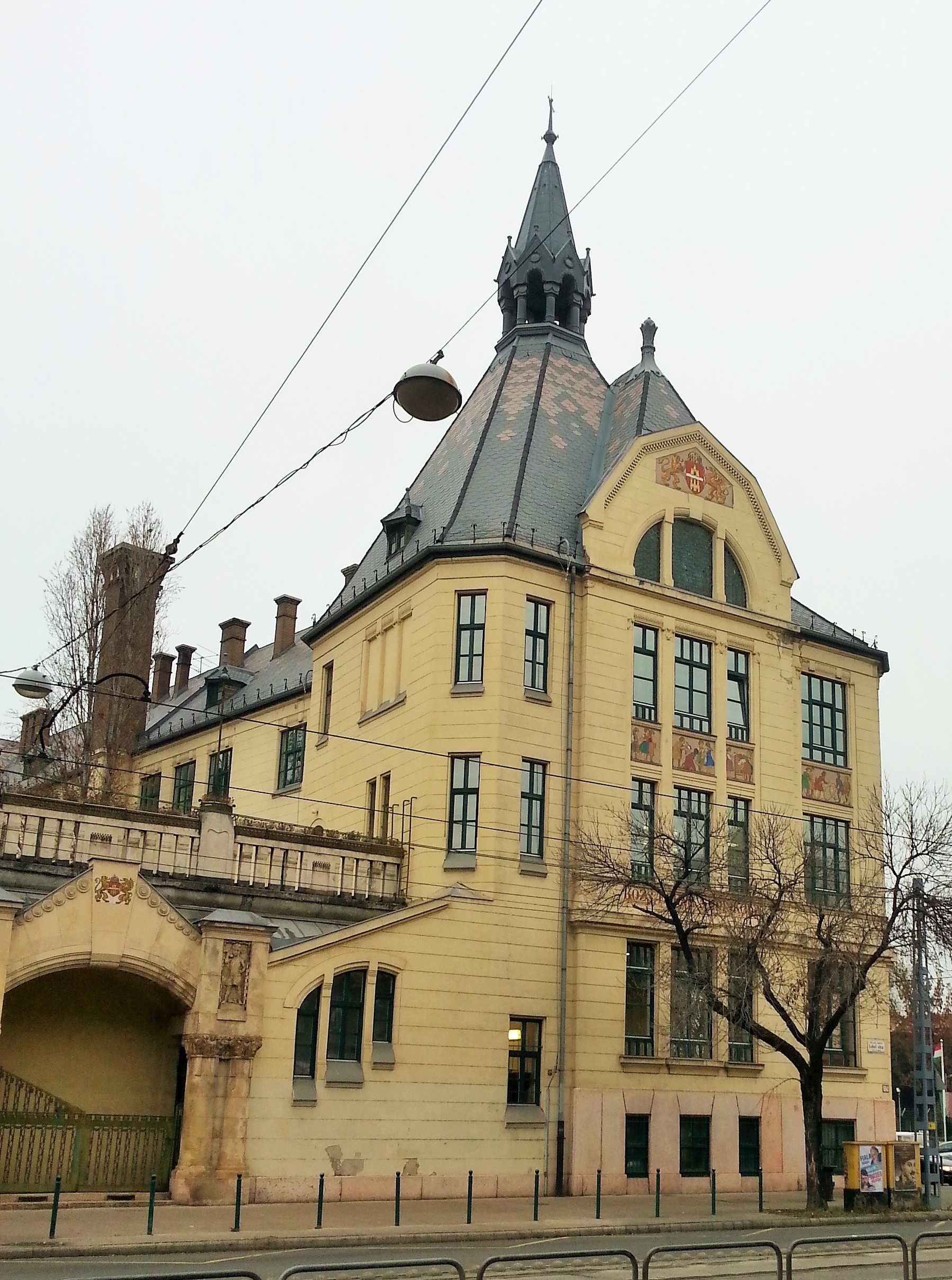
Zeneszakos Általános Iskola (részlet)
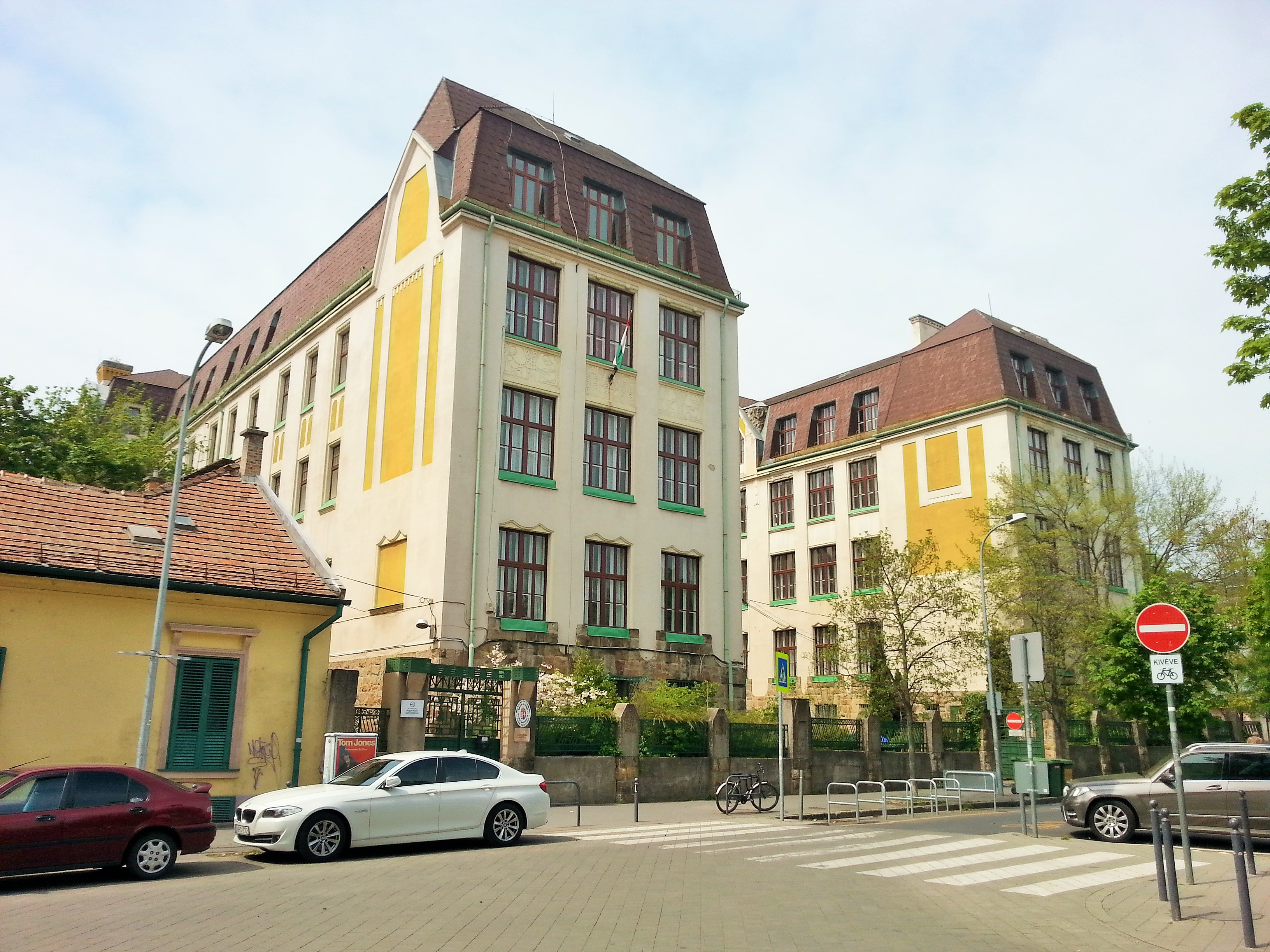
Kodály Zoltán iskola
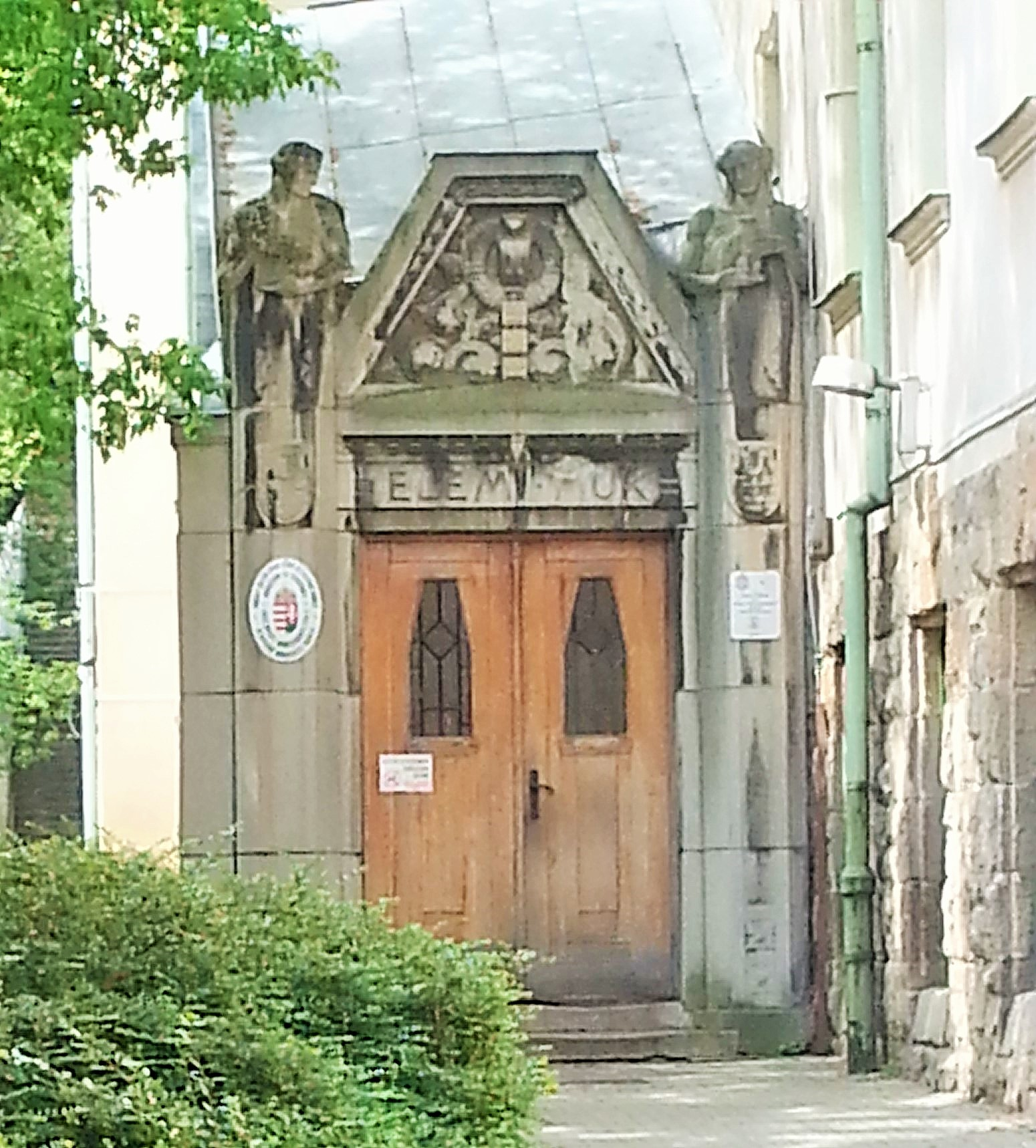
Kodály Zoltán iskola (részlet)
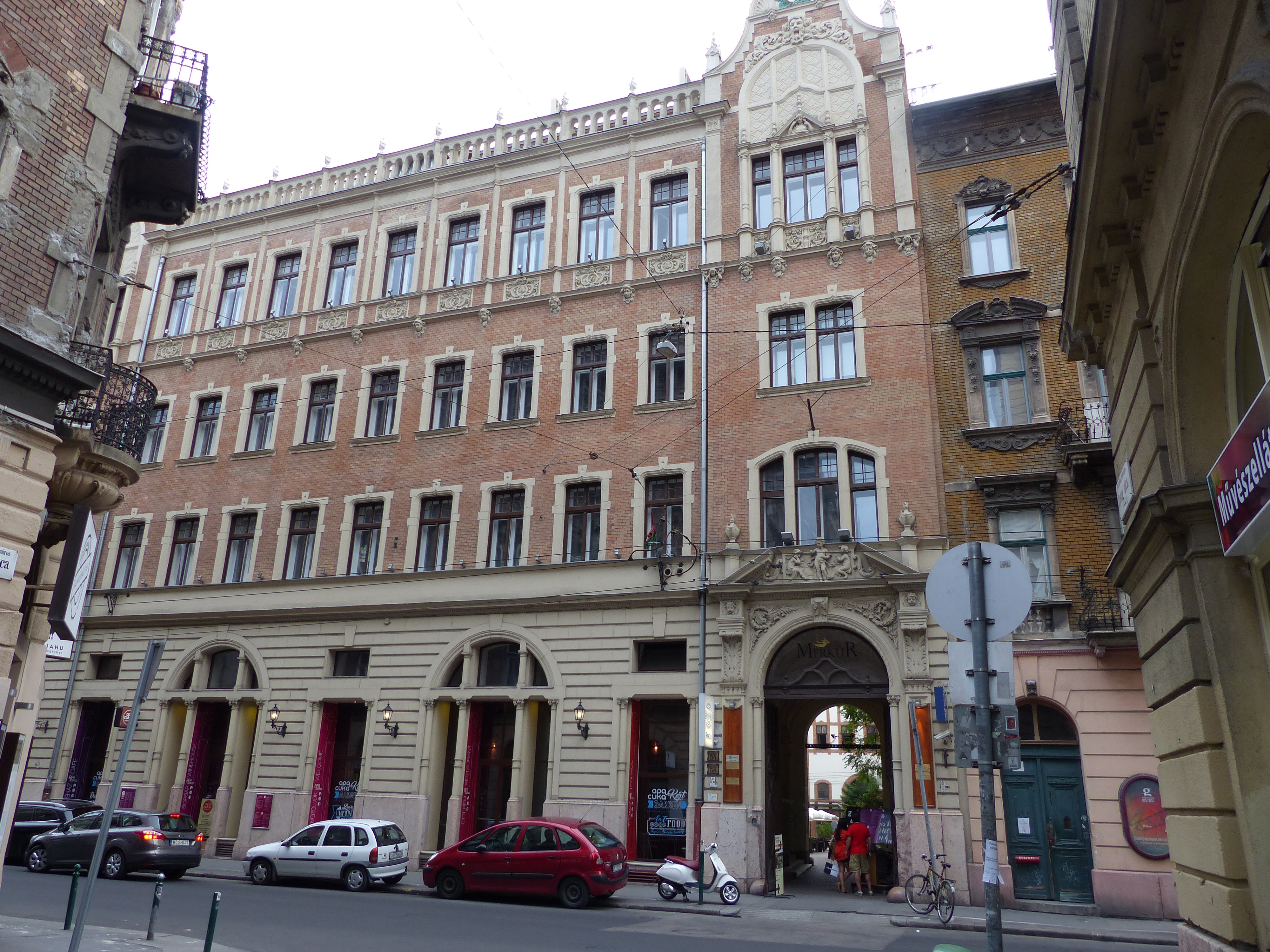
Budapesti Telefonközpont
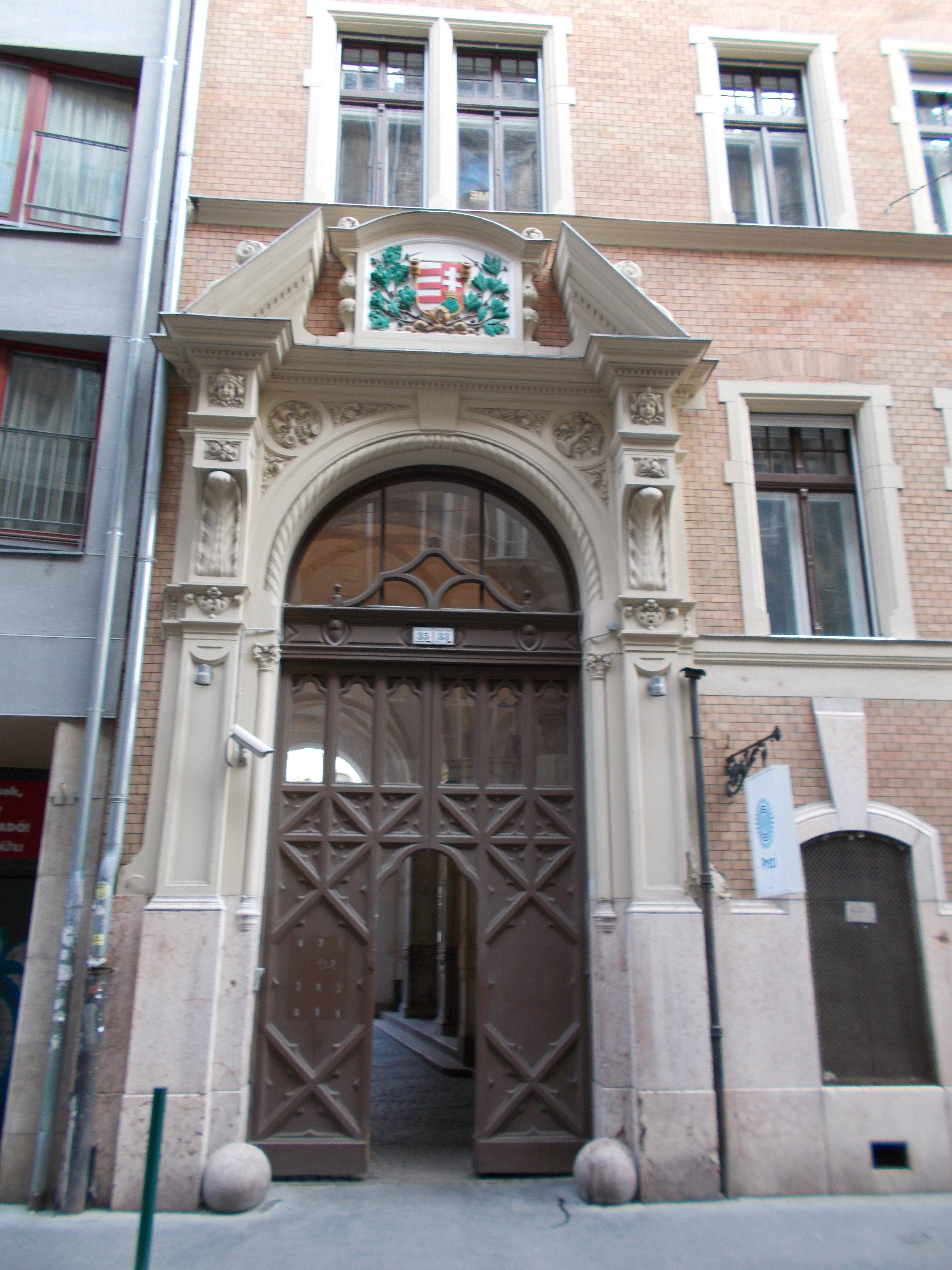
Budapesti Telefonközpont (részlet)
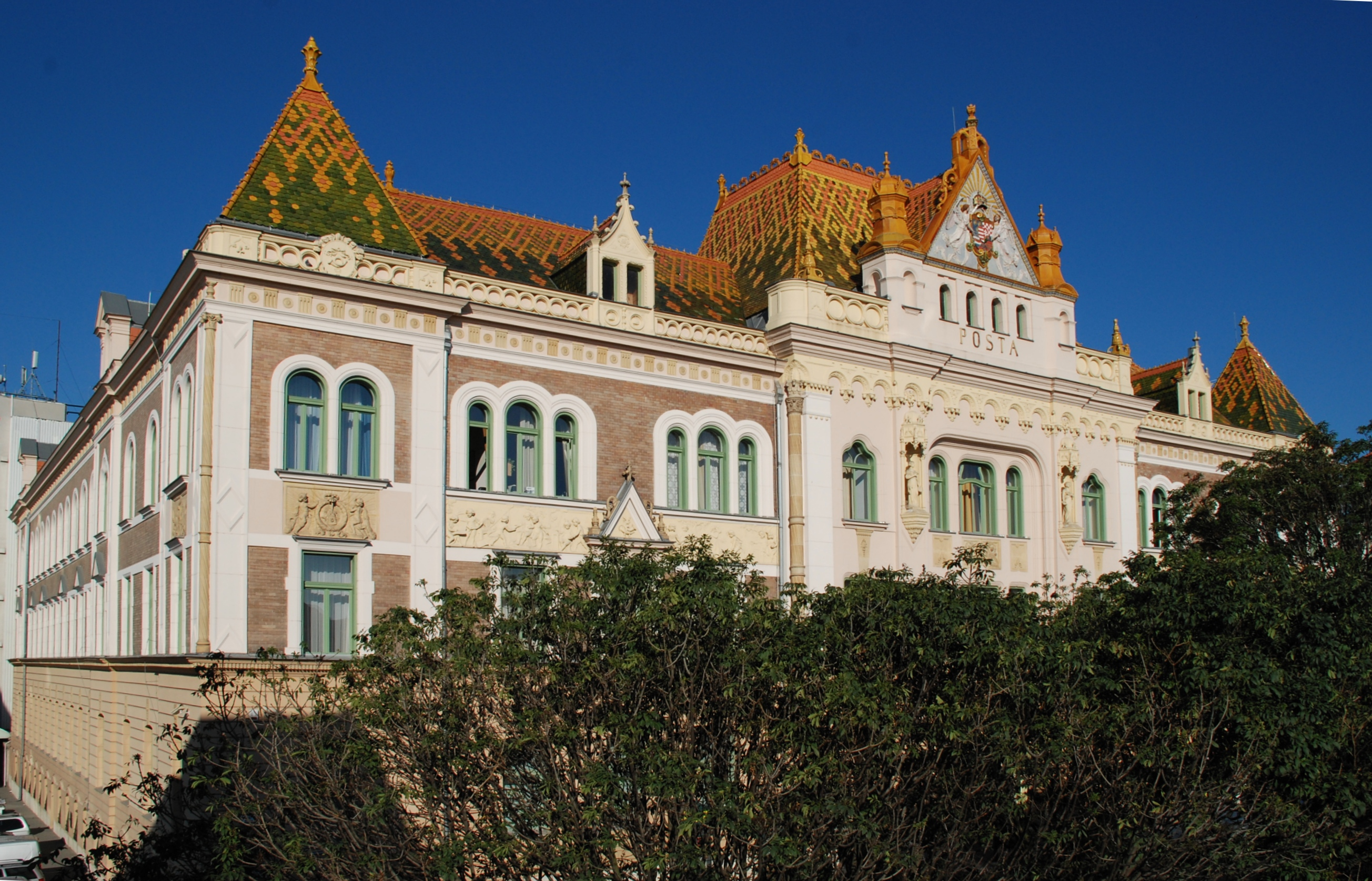
Postaigazgatóság, Pécs
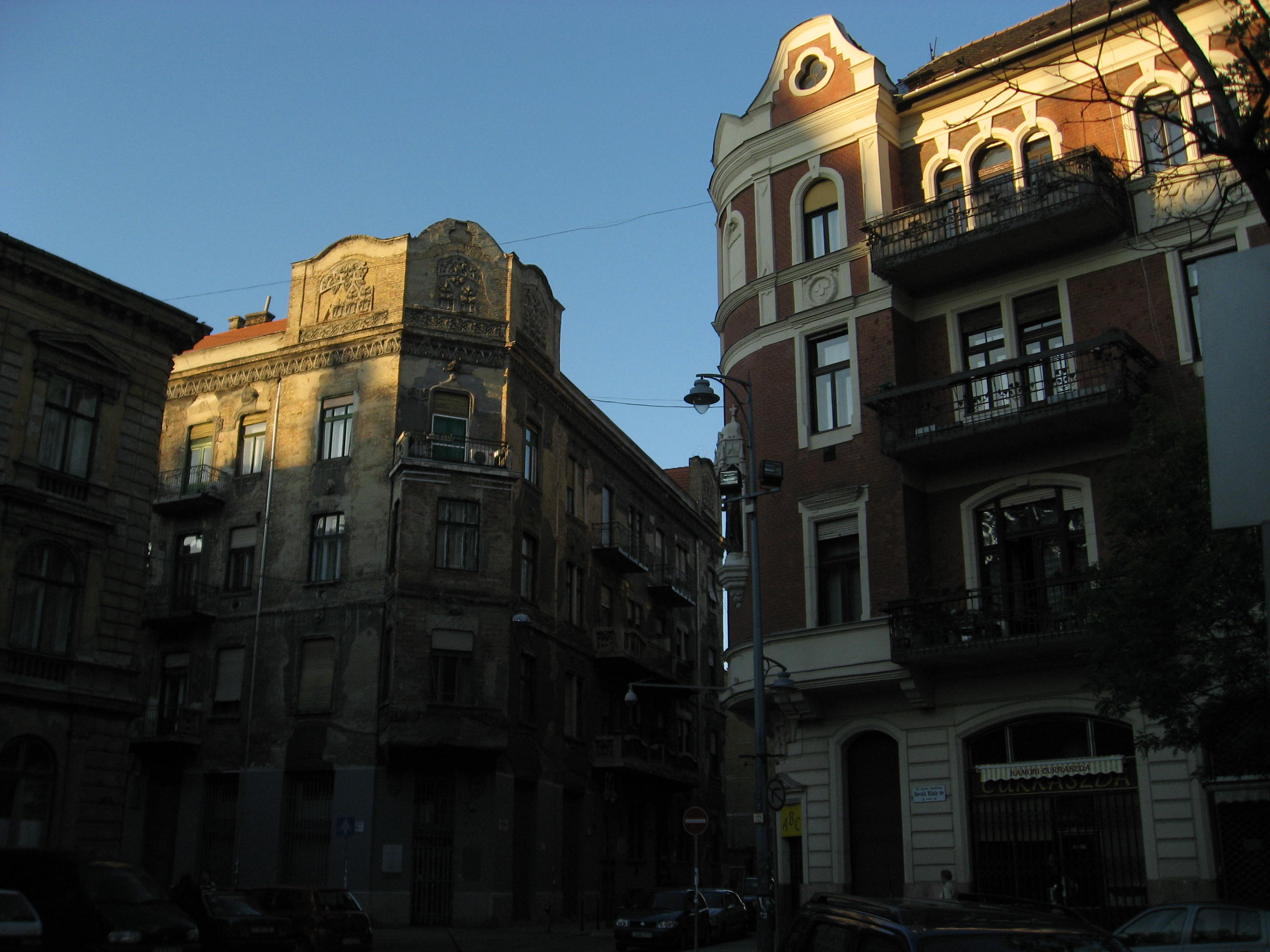
Tavaszmező utca 1. (bal oldali épület)
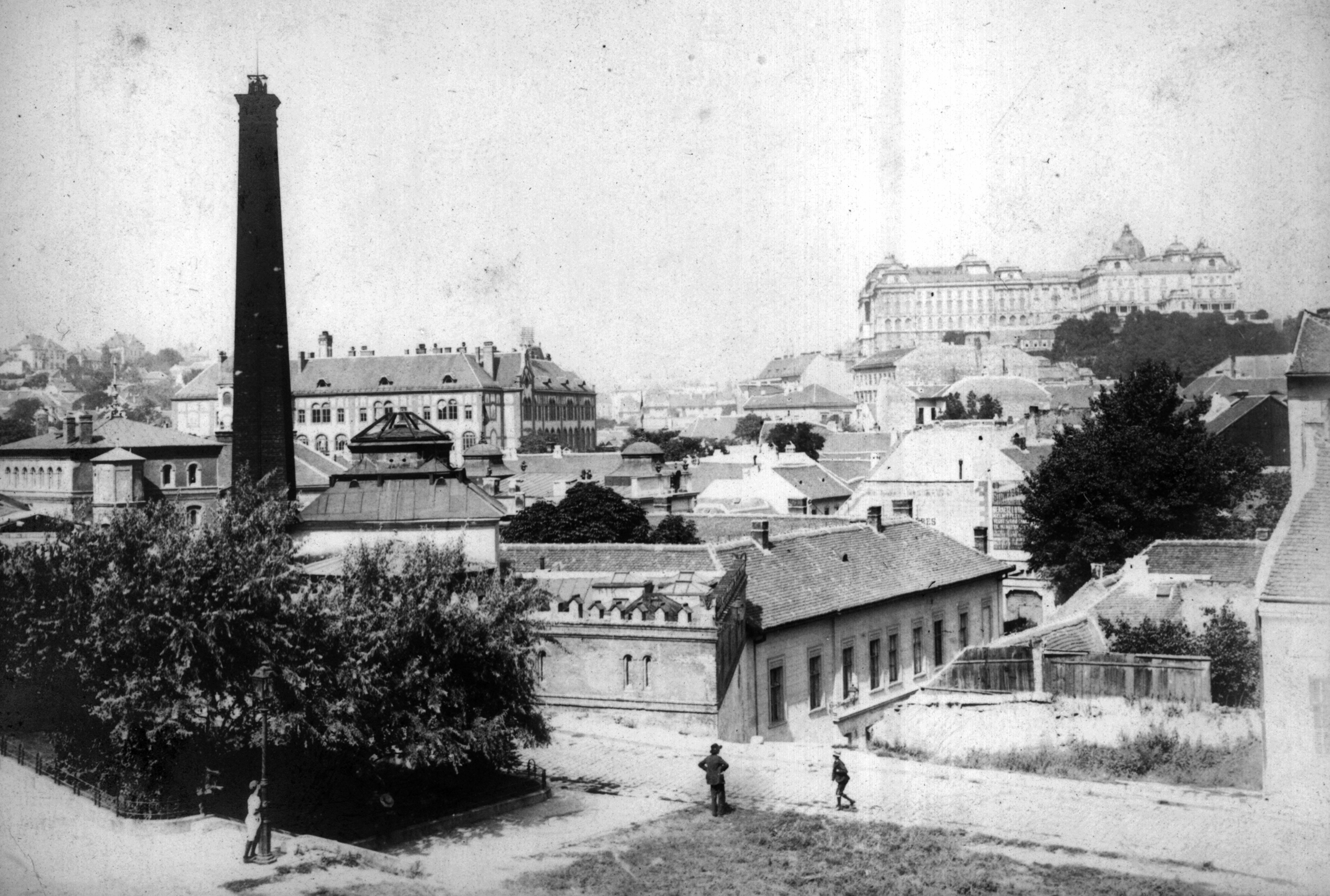
A Fehérsas téri iskola (hátul, téglaszallagos épület, 1914-es felvétel)

## Egyéb irodalom
- Veszprém megyei életrajzi lexikon. Főszerk. Varga Béla. Veszprém, Veszprém Megyei Önkormányzatok Közgyűlése, 1998